# A Mouthful of Air
A Mouthful of Air (Respire Fundo, no Brasil) é um filme de drama psicológico estadunidense de 2021 roteirizado, dirigido e produzido por Amy Koppelman, baseado em seu romance de 2003 com o mesmo nome. O filme é estrelado por Amanda Seyfried, Finn Wittrock, Jennifer Carpenter, Michael Gaston, Amy Irving e Paul Giamatti. Foi lançado em 29 de outubro de 2021 pela Stage 6 Films.

## Sinopse
Na véspera do primeiro aniversário de seu filho, Julie Davis (Amanda Seyfried) sobrevive a uma tentativa de suicídio. Nas semanas seguintes de sua recuperação, ela tenta mostrar gratidão pelas coisas positivas da vida, mas continua sofrendo de ansiedade. A descoberta de que está grávida pela segunda vez a obriga a enfrentar os traumas de sua experiência.